# Куровський Володимир
Володимир Олександрович Куровський (? — † після 1930 року) — старшина Дієвої армії УНР.

## З життєпису
Брав участь в українізації полонених в німецьких таборах Фельдбах і Раштат та організації 1-го Запорізького ім. Тараса Шевченка полку Синьожупанників. У 1917 році на Підляшші брав участь в організації українського шкільництва та газети «Рідне Слово» у Білій Підляській.
В 1918 році помічник начальника друкарні Холмського Крайового Комісаріату в Бересті. З 1919 року в українській польовій жандармерії і Спільній Юнацькій Школі Армії УНР.

## Автор творів
- У матерному Київі" (Зі споминів Синьожупанця), "Вісти з Лугу", Львів 1930.